# کونی‌ساکی، اوئیتا

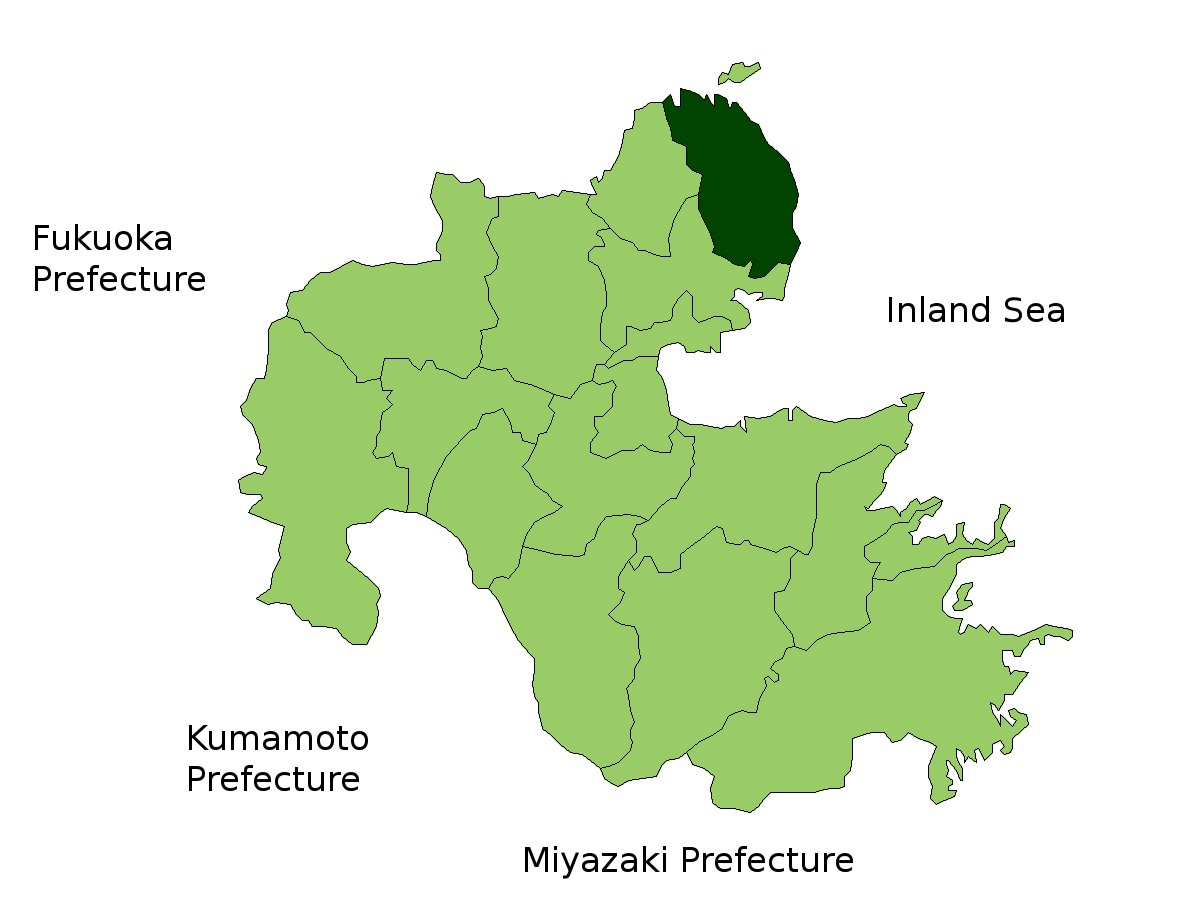
محل کونی‌ساکی در استان اوئیتا (رنگ تیره)

کونی‌ساکی در استان اوئیتا در کشور ژاپن واقع شده‌است  که دارای جمعیت ۳۳٬۴۷۳ نفر و مساحت ۳۱۷٫۸۱ کیلومتر مربع با تراکم جمعیت ۱۰۵  نفر در کیلومترمربع است و در تاریخ ۳۱ مارس ۲۰۰۶ به عنوان شهر شناخته شد.